# Linia kolejowa nr 182
Linia kolejowa nr 182 Tarnowskie Góry – Zawiercie – jednotorowa zelektryfikowana linia kolejowa znaczenia miejscowego łącząca Tarnowskie Góry z Zawierciem.
W 2021 r. trakcja elektryczna mogła być używana na fragmentach linii w okolicy Tarnowskich Gór (km od -0,571 do 4,820) oraz Zawiercia (km od 44,319 do 45,502).
W 2021 roku linia nie była eksploatowana w ruchu pasażerskim, natomiast ruch towarowy był dopuszczony w km od -0,571 do 4,820 oraz od 29,200 do 45,502. Na pozostałym odcinku linia była wówczas wyłączona z eksploatacji.

## Rewitalizacja
W 2015 przygotowano dokumentację przedprojektową w ramach projektu pn.: „Rewitalizacja i odbudowa częściowo nieczynnej linii kolejowej nr 182 Tarnowskie Góry - Zawiercie”. Po wykonaniu prac linia kolejowa nr 182 ma być częścią szybkiej kolei łączącej Katowice z lotniskiem w Pyrzowicach i Zawierciem.
W październiku 2020 r. PKP Polskie Linie Kolejowe podpisały umowę o wartości 660 mln zł netto (w tym 500 mln zł z funduszy unijnych) z konsorcjum Track Tec Construction Sp. z o.o. (lider) INFRAKOL Sp. z o.o. Sp. k. (partner) i Przedsiębiorstwem Budownictwa Inżynieryjnego i Kolejowego Sp. z o.o. (partner) w ramach projektu pn. „Rewitalizacja i odbudowa częściowo nieczynnej linii kolejowej nr 182 Tarnowskie Góry – Zawiercie”. Rozpoczęcie prac budowlanych planowano na I kwartał 2021 roku, po opracowaniu przez wykonawcę projektów wykonawczych, a zakończenie wg planu w I kwartale 2023 roku. W ramach zadania odbudowany zostanie 30-kilometrowy odcinek linii między Tarnowskimi Górami a Siewierzem. Rewitalizacja i elektryfikacja dotyczyć będzie ok. 48 km linii. Do portu lotniczego pociągi będą jeździć z prędkością do 140 km/h. Po modernizacji czas przejazdu z Zawiercia do lotniska w Pyrzowicach wyniesie 23 min., z Tarnowskich Gór niecałe 20 min., a z Katowic i z Częstochowy niecałą godzinę. Planowane są nowe przystanki Miasteczko Śląskie Centrum, Mierzęcice, Zawiercie Kądzielów oraz dwuperonowa stacja Pyrzowice Lotnisko, a także przejścia podziemne w Pyrzowicach Lotnisku i Siewierzu. W Zawierciu, Pyrzowicach i Tarnowskich Górach zostaną zamontowane windy, a na stacji Zawiercie powstanie nowy peron nr 3. Modernizacji ulegną perony na stacjach Tarnowskie Góry, Siewierz i Poręba; ponadto zabezpieczono teren pod dwa przystanki kolejowe na terenie gminy Miasteczko Śląskie i Poręba. Inwestycja obejmie 52 obiekty inżynieryjne, w tym budowę dwupoziomowych skrzyżowań m.in. z autostradą A1 i drogą wojewódzką DW 913 Będzin – Pyrzowice (droga dojazdowa do lotniska) oraz modernizację 38 przejazdów kolejowo-drogowych. Po odbudowie linii będą nią mogły jechać ciężkie pociągi towarowe długości 750 m, a ich prędkość wzrośnie do 80 km/h, linia będzie także pełnić rolę północnej obwodnicy towarowej konurbacji katowickiej. Linia obsługiwać będzie bocznicę towarową CARGO MPL Katowice oraz dwie bocznice w Siewierzu. Prace budowlane rozpoczęły się na początku 2021 roku. Zamawiający 20 kwietnia 2021 r. poinformował o rozpoczęciu prac na odcinku między Siewierzem a Pyrzowicami. W 2023 roku wznowiono ruch pociągów towarowych do obsługi dwóch bocznic na stacji Siewierz od strony Tarnowskich Gór.
24 listopada samorząd Województwa Śląskiego podpisał z Kolejami Śląskim umowę na obsługę połączeń kolejowych na zmodernizowanej linii nr 182 w okresie od grudnia 2023 do grudnia 2030. 10 grudnia 2023 Koleje Śląskie rozpoczęły obsługę połączeń na linii nr 182 jako połączenie S9 Częstochowa – Tarnowskie Góry. W grudniu 2024 rzecznik przewoźnika Bartłomiej Wnuk poinformował, że w ciągu roku od uruchomienia z linii S9 skorzystało ponad 475 tys. pasażerów.

## Parametry
| Tor 1         | Tor 1         | Tor 1                                  | Tor 1                  | Tor 1            |
| odcinek linii | odcinek linii | pociągi pasażerskie i lokomotywy luzem | EZT i autobusy szynowe | pociągi towarowe |
| km pocz.      | km końcowy    | pociągi pasażerskie i lokomotywy luzem | EZT i autobusy szynowe | pociągi towarowe |
| ------------- | ------------- | -------------------------------------- | ---------------------- | ---------------- |
| -0,577        | -0,100        | 40                                     | 40                     | 40               |
| -0,100        | 0,303         | 60                                     | 60                     | 60               |
| 0,303         | 3,430         | 80                                     | 80                     | 80               |
| 3,430         | 3,758         | 70                                     | 70                     | 60               |
| 3,758         | 4,515         | 80                                     | 80                     | 80               |
| 4,515         | 4,876         | 80                                     | 80                     | 60               |
| 4,876         | 6,333         | 80                                     | 80                     | 80               |
| 6,333         | 18,100        | 140                                    | 140                    | 120              |
| 18,100        | 18,450        | 130                                    | 130                    | 120              |
| 18,450        | 32,807        | 140                                    | 140                    | 120              |
| 32,807        | 34,629        | 120                                    | 120                    | 100              |
| 34,629        | 35,500        | 110                                    | 110                    | 100              |
| 35,500        | 37,244        | 130                                    | 130                    | 100              |
| 37,244        | 37,544        | 110                                    | 110                    | 100              |
| 37,544        | 43,317        | 140                                    | 140                    | 100              |
| 43,317        | 45,502        | 90                                     | 90                     | 80               |

## Galeria

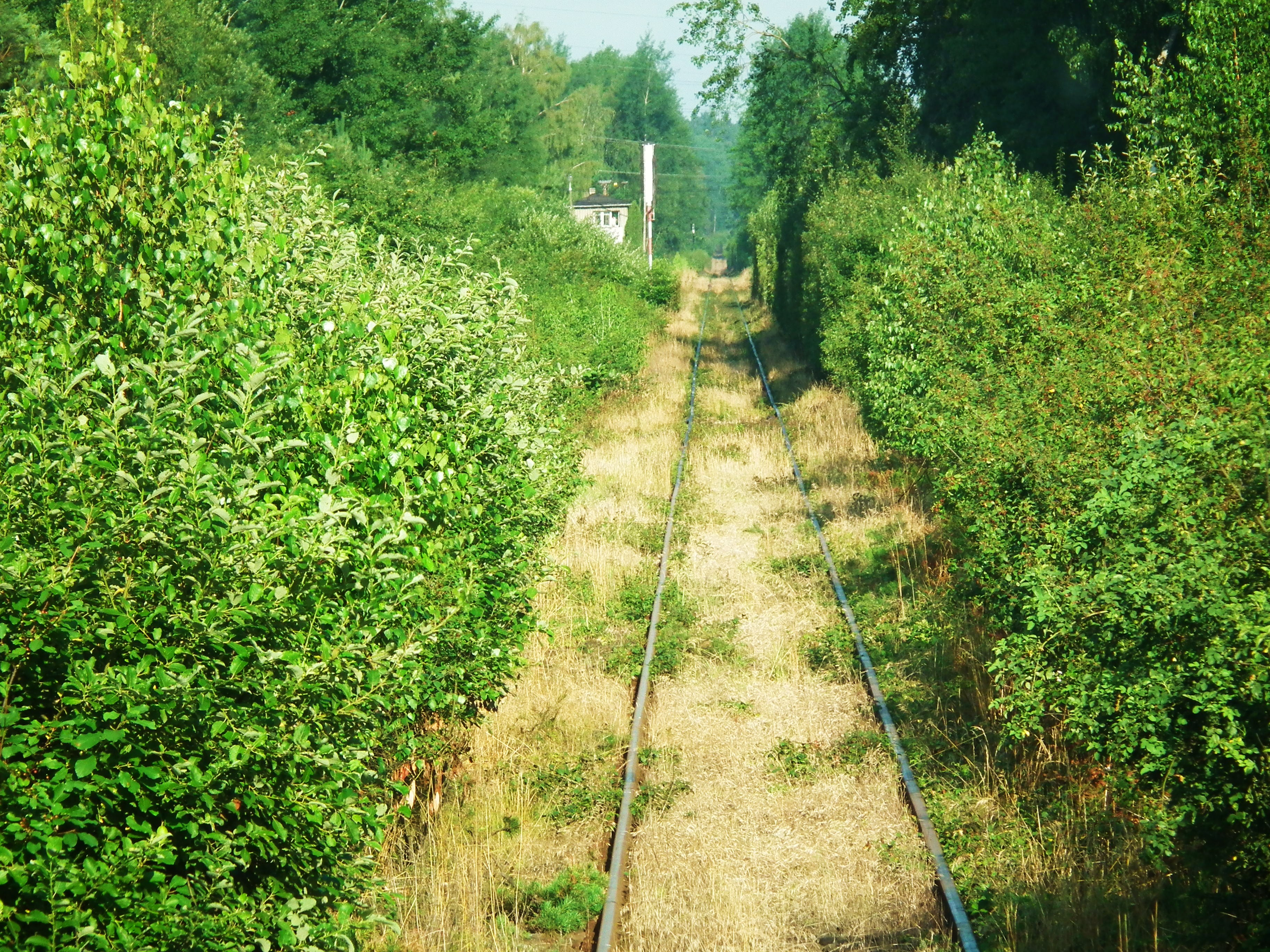
Odcinek Zawiercie – Poręba przed rozpoczęciem prac w 2016 roku.
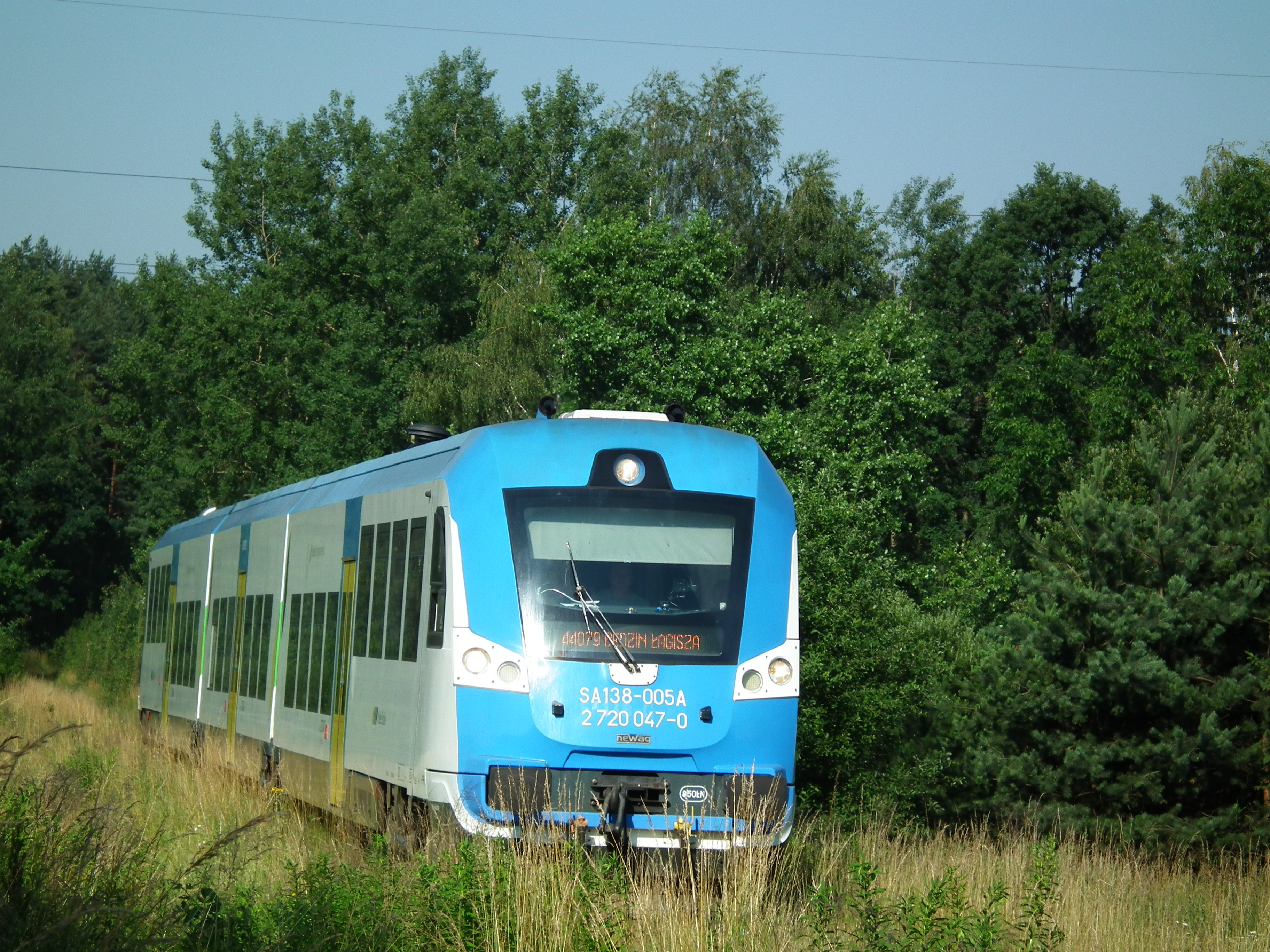
SA138-005 podczas imprezy Zagłębiowskie Zakamarki między Siewierzem a Porębą w 2016 roku.
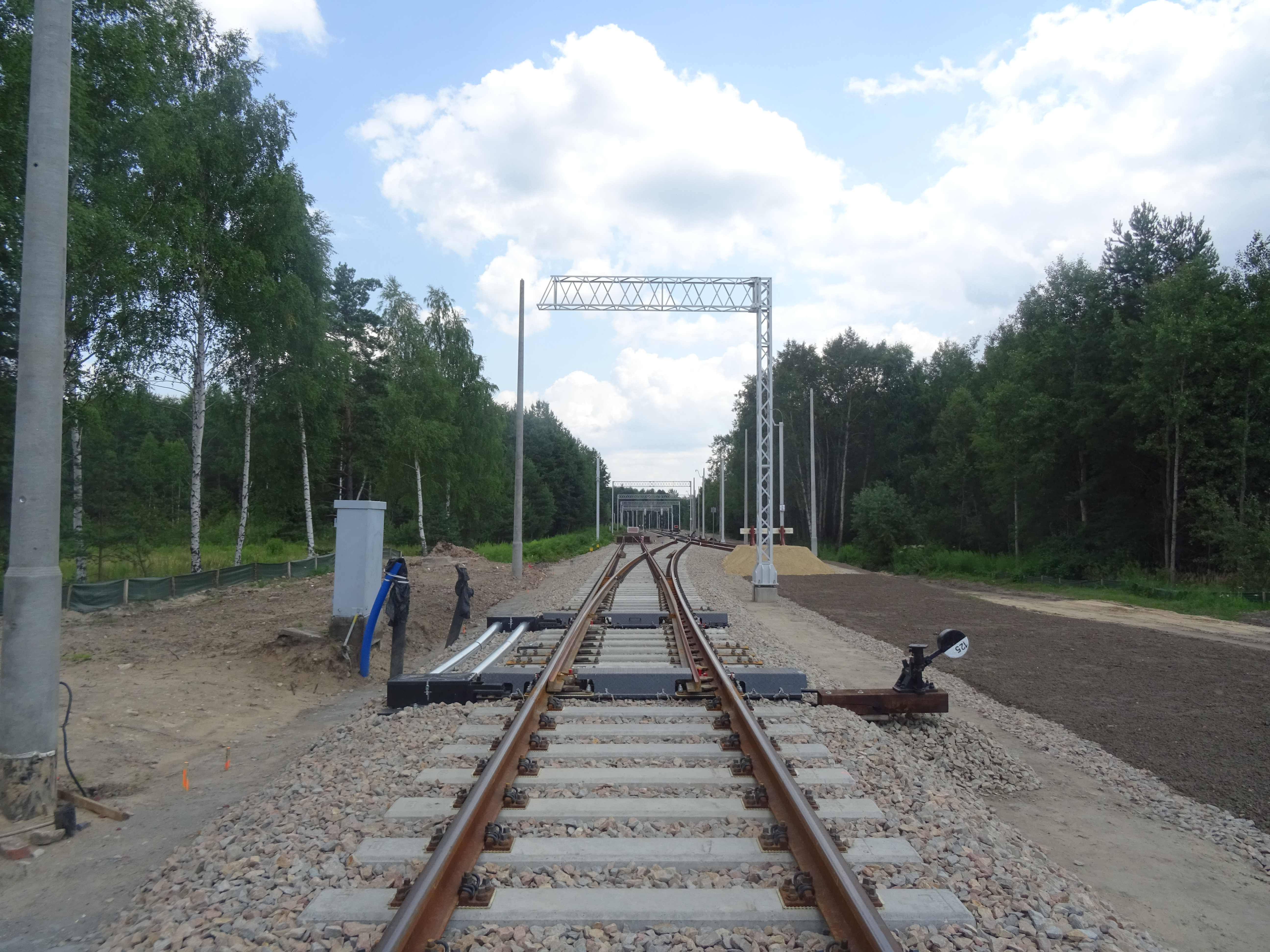
Rozjazd linii kolejowej nr 182 (w lewo) i 705 (w prawo) w trakcie modernizacji. Widoczne są słupy oraz bramki, na których wkrótce zamontowana zostanie sieć trakcyjna.
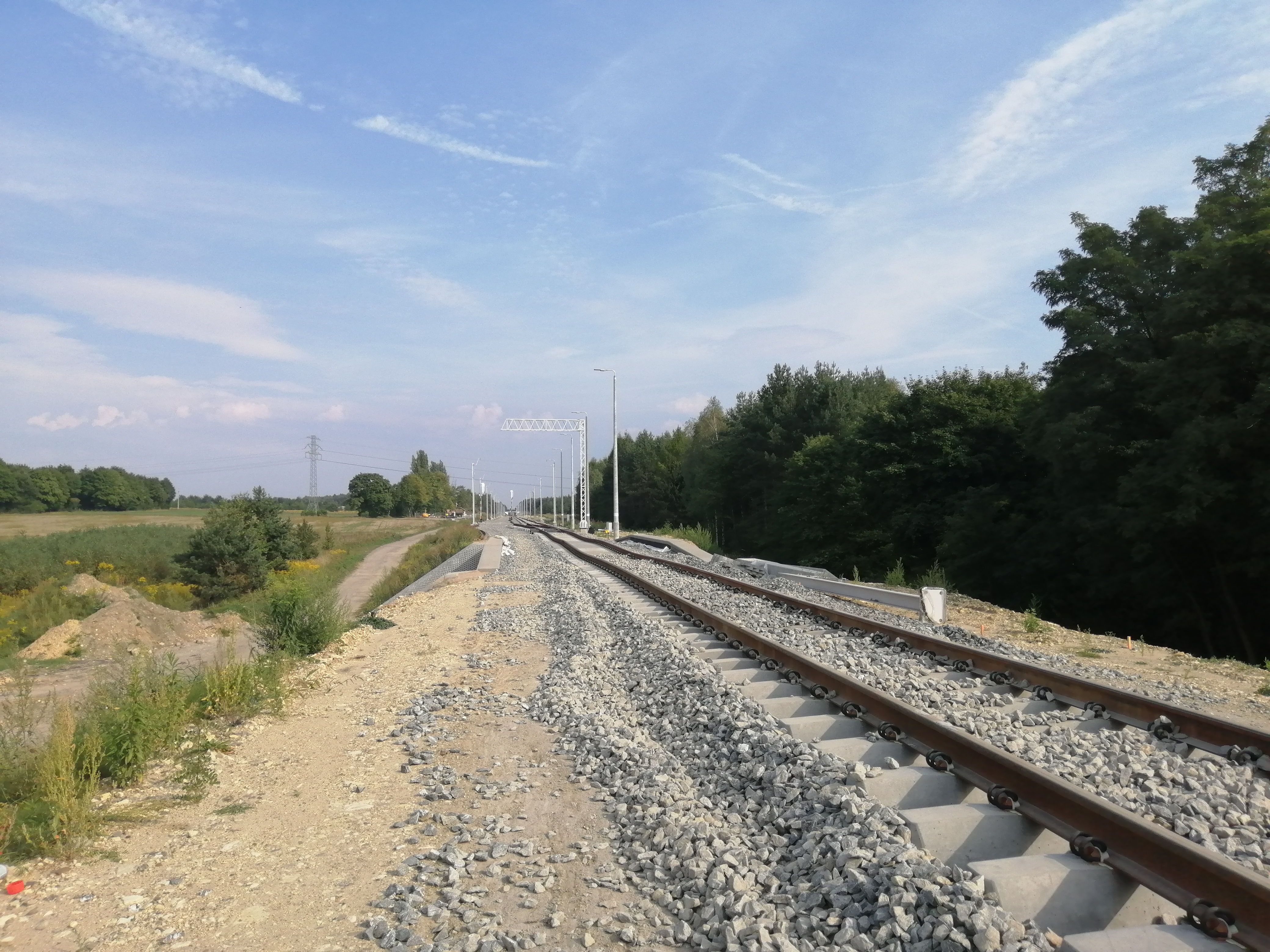
Linia w trakcie modernizacji i elektryfikacji w Miasteczku Śląskim we wrześniu 2022 roku. Widok w kierunku Zawiercia.
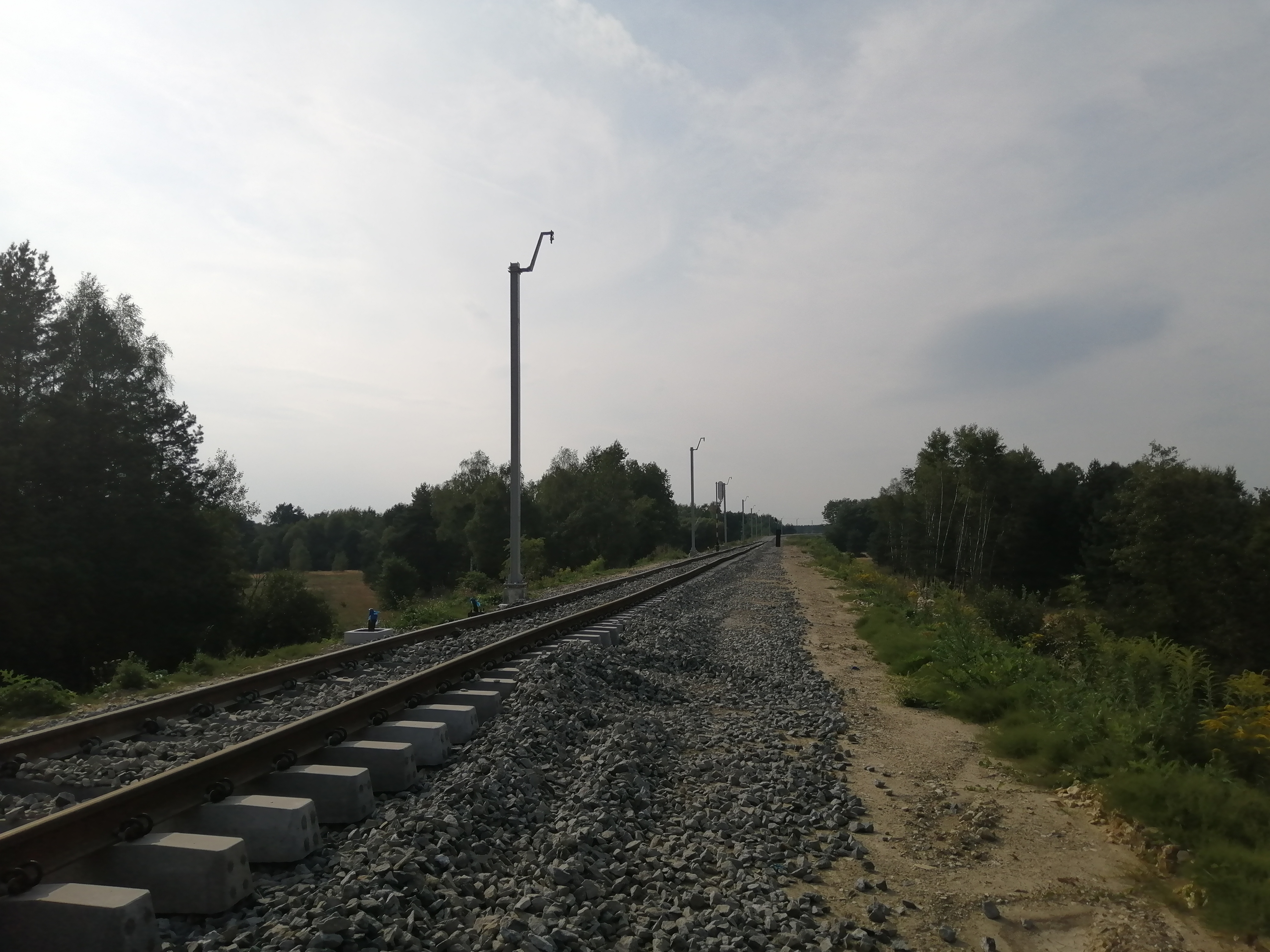
Widok w kierunku Tarnowskich Gór.